# Keller (Adelsgeschlecht)

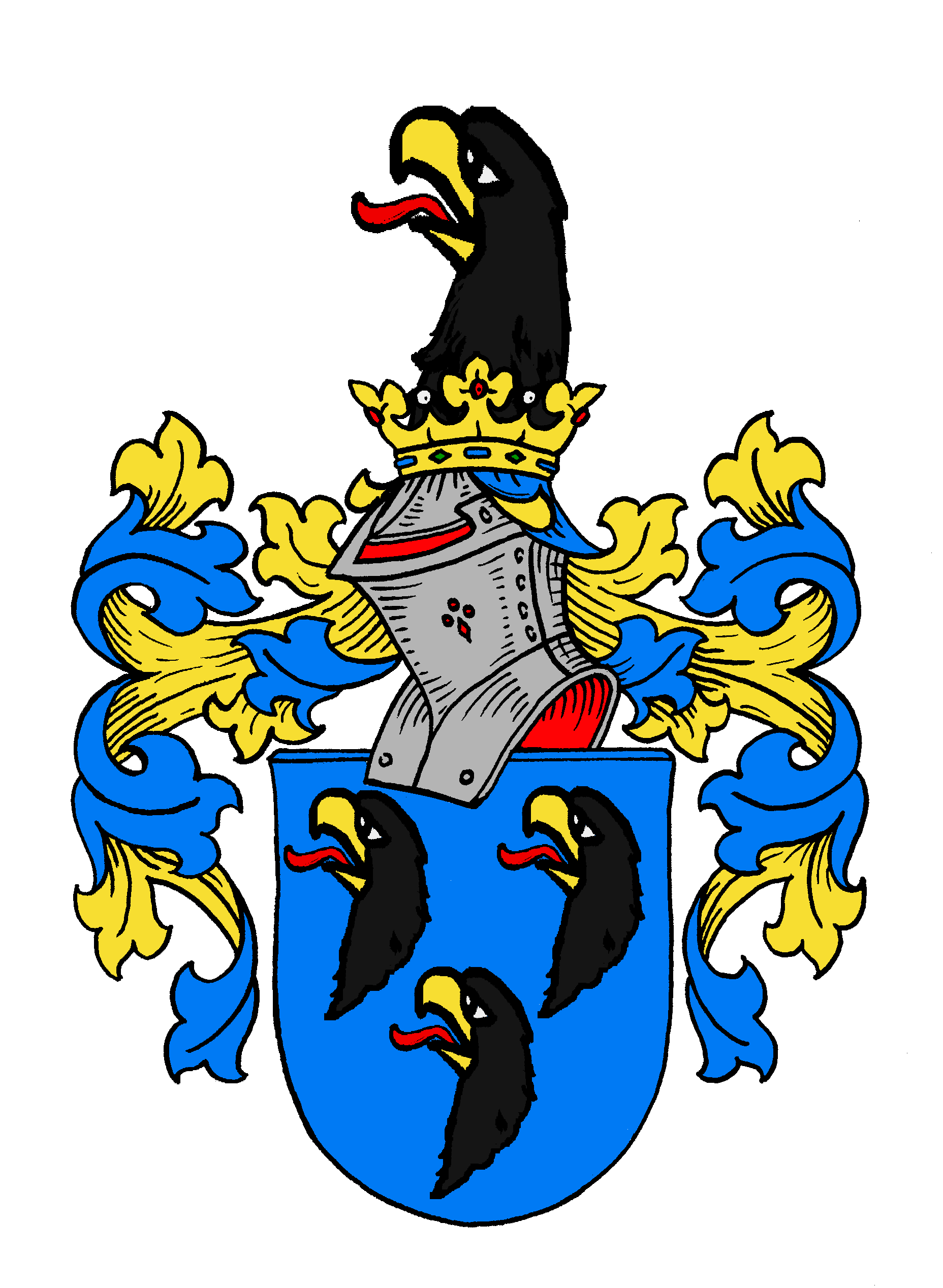
Stammwappen der 1737 geadelten Linie, spätestens um 1660

Keller ist der Name eines alten Geschlechts aus Schwaben (Briefadel). Mitglieder standen in Diensten der Reichsstadt Esslingen, der Herzöge von Württemberg und der Herzöge von Sachsen-Gotha-Altenburg, der Kaiser des Russischen Reiches, der Könige von Preußen und der Könige von Sachsen. Ihr Hauptsitz seit dem 18. Jahrhundert war das Schloss Stedten bei Erfurt.

## Geschichte
1229 wird Olricus de Cella erwähnt, den die Familie als ihren Ahnherren ansieht. Es folgt 1247 Heinricus de Cella, der 1247 als Ritter in Ulm erscheint. Albertus de Cella, möglicherweise sein Sohn, befand sich 1268–1278 im Gefolge des Herzogs von Teck. Ulrich II. de Cella, erwähnt 1268–1291, war wieder ein Ratsherr und Richter in Eßlingen. Albrecht der Celler war 1291 Zunftmeister und Richter in Eßlingen.
Das GHdA-Adelslexikon beschreibt, dass die weitere Abstammung auf Heinrich den Kelner, Weingutsbesitzer bei Eßlingen, zurückgehe. Die urkundlich sichere Stammreihe beginnt mit Georg (Jörg) Keller, Bürgermeister von Stuttgart.

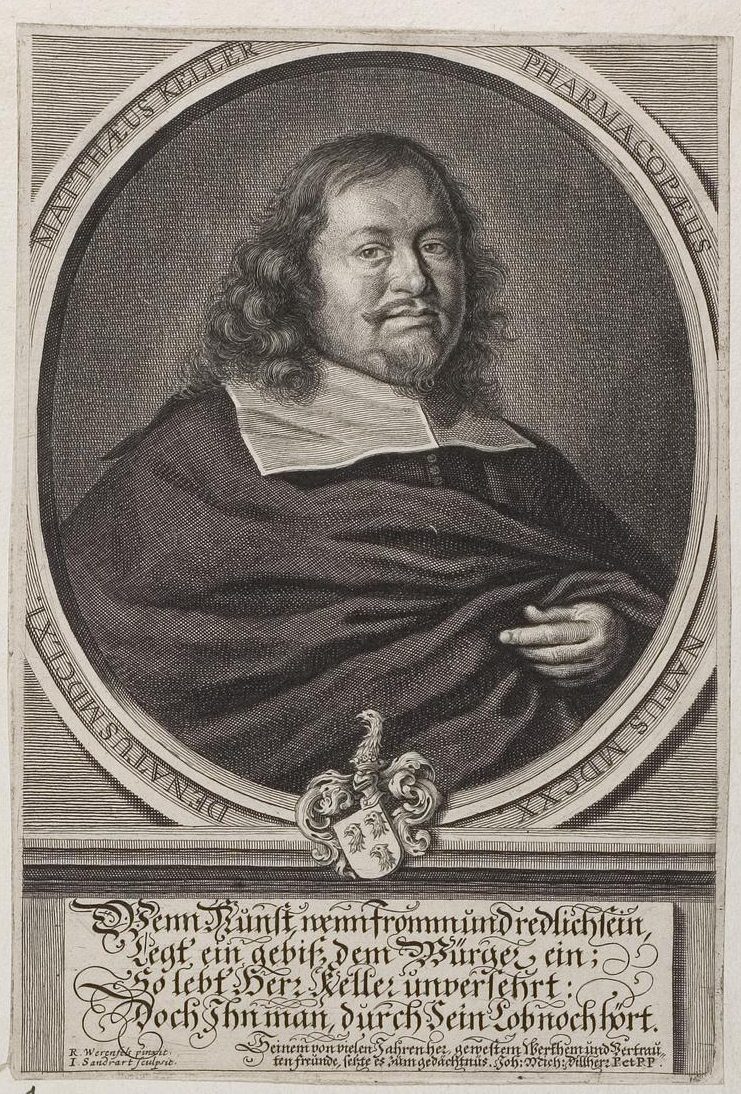
Matthäus Keller (1620–1661), Apotheker in der Reichsstadt Nürnberg
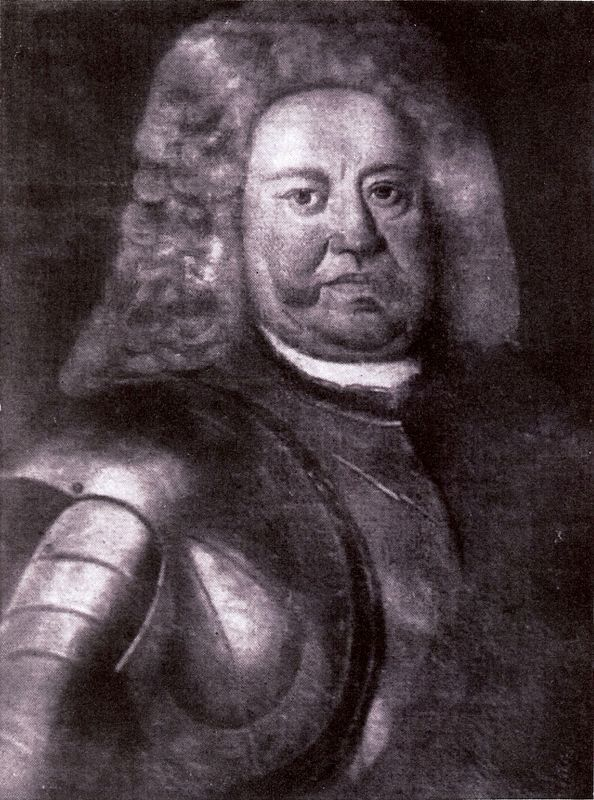
Friedrich Heinrich Keller (1653–1738), Obervogt in Tübingen, Kommandant von Hohen-Tübingen, herzoglich württembergischer Kriegsrat

## Stammtafel (Auszug)
```
                      Heinrich der Kelner, urk. 1298–1329,
                      Weingutsbesitzer in Uhlbach bei Eßlingen,
                      Bürger und Richter in 
Stuttgart

                                 |
                      Heintzlin Kelner, 1350 und 1357 Bürger von Stuttgart
                                 |
                      Hainz Keller, † 1388 in 
Töffingen

                                 |
                      Heins Kelner, 1393 erwähnt
                                 |
                      Johannes Keller, gen. der Rotensteiner, 1420 Bürger von Stuttgart
                                 |
                      Georg (Jörg) Keller, des Gerichts, 1451 Student,
                      1459, 1465, 1466, 1473, 1480 Bürgermeister von Stuttgart
                                 |
                      Heinrich Keller, Richter in Stuttgart 1505–1509,
                      in 
Herrenberg
 1517–1519,
                      in 
Lauffen
 1520,
                      Untervogt in 
Dornstetten
 1521,
                      Vogt in 
Hornberg
 1523–1536, 1531 auch in 
Rosenfeld

                                 |
                      Gregorius I. Keller, 1531 und 1533 Ratsherr, 1546 Bürgermeister in Stuttgart, † 1556
                                 |
                      Christoph Keller, Verwalter in 
Walheim
 vorn 1584
                                 |
                      Johann Hippolyt Keller I., um 1600
                                 |
                      Johann Phillip Keller (?–1635), 
herzoglich-württembergischer

                      Kanzleiverwalter, Rentkammerrat zu Stuttgart
                      ⚭ Beatrix Aulber (1598–1663), 4 Kinder
                                 |
                      Johann Heinrich Keller (1622–1693), Reisiger Schultheiß und Amtmann
                      in 
Horrheim
, Vogt in Lauffen
                      ⚭ Anna Margareta Kallhardt, 7 Kinder
                                 |
                      Friedrich Heinrich Keller (1653–1738),
                      1691 Obervogt in Tübingen und
                      Kommandant von Hohen Tübingen, herzoglicher 
Kriegsrat

                      ⚭ (1.) Maria Magdalena 
von Gemmingen

                      ⚭ (2.) Maria Magdalena Zeller (1666–1729), 13 Kinder,
                                 |
                      
Christoph Dietrich von Keller
 (1699–1788),
                      herzoglich württemberg. Geheimer Sekretär und Regierungsrat,
                      Kaiserlicher Reichshofrat, später in sachsen-gothaischen Diensten,
                      erwarb 1735 das 
Gut Stedten
 bei 
Erfurt
 und baute 
Schloss Stedten
,
                      1737 geadelt
                      ⚭ Auguste Louise Eleonore Freiin 
von Mauchenheim genannt Bechtolsheim
 (1732–1781), aus 
Tübingen
,
                             ________|_________________________________________
                            |                                                  |
            Graf 
Christoph von Keller
 (1757–1827)                   
Julie von Keller
,
            kgl. preuß. wirkl. Geheimer Rat, Staatsminister         ⚭ 1774 den Bruder ihrer Mutter,
            und Gesandter;                                          Johann Ludwig Freiherr von Mauchenheim gen. Bechtolsheim,
            am 29. November 1789 in den preußischen Grafenstand     Vizekanzler von 
Sachsen-Weimar-Eisenach

            erhoben, 11 Kinder
            ⚭ 1790 Amalie Luise Gräfin zu
            
Sayn-Wittgenstein-Berleburg
 (1771–1853),
            eine Schwester des russischen 
Generalfeldmarschalls

            
Fürst Wittgenstein
;
[
3
]

                   _______________|____________________________________________________
                  |                                                                    |
Graf 
Gustav von Keller
 (1805–1897)                                         Graf Theodor Ludwig Wilhelm
Landrat im 
Kreis Merseburg
, auch königlich preuß. Kammerherr,              von Keller (1791–1860),
Vorsitzender der Direktion der Thüringer Eisenbahngesellschaft             Begründer der russischen Linie,
⚭ (1.) Mathilde 
von Bassewitz
 (1813–1847), 4 Kinder;                       Oberst der Garde
⚭ (2.) Mathilde Charlotte 
von Grolman
 (1813–1900)                          ⚭ Gräfin Sophie Eleonore Marie
                 |                                                         von der Borch-Lubeschitz,
Gräfin 
Mathilde von Keller
 (1853–1945)                                     eine reiche Erbin, die ihm
Palastdame der Deutschen Kaiserin 
Auguste Victoria
                         Großgrundbesitz im 
Gouvernement                                                                            Witebsk
 und 
Minsk
 mitbrachte.
                                                                           Sie war eine Tochter des Grafen
                                                                           
Michael Johann von der Borch
```

## Standeserhebungen

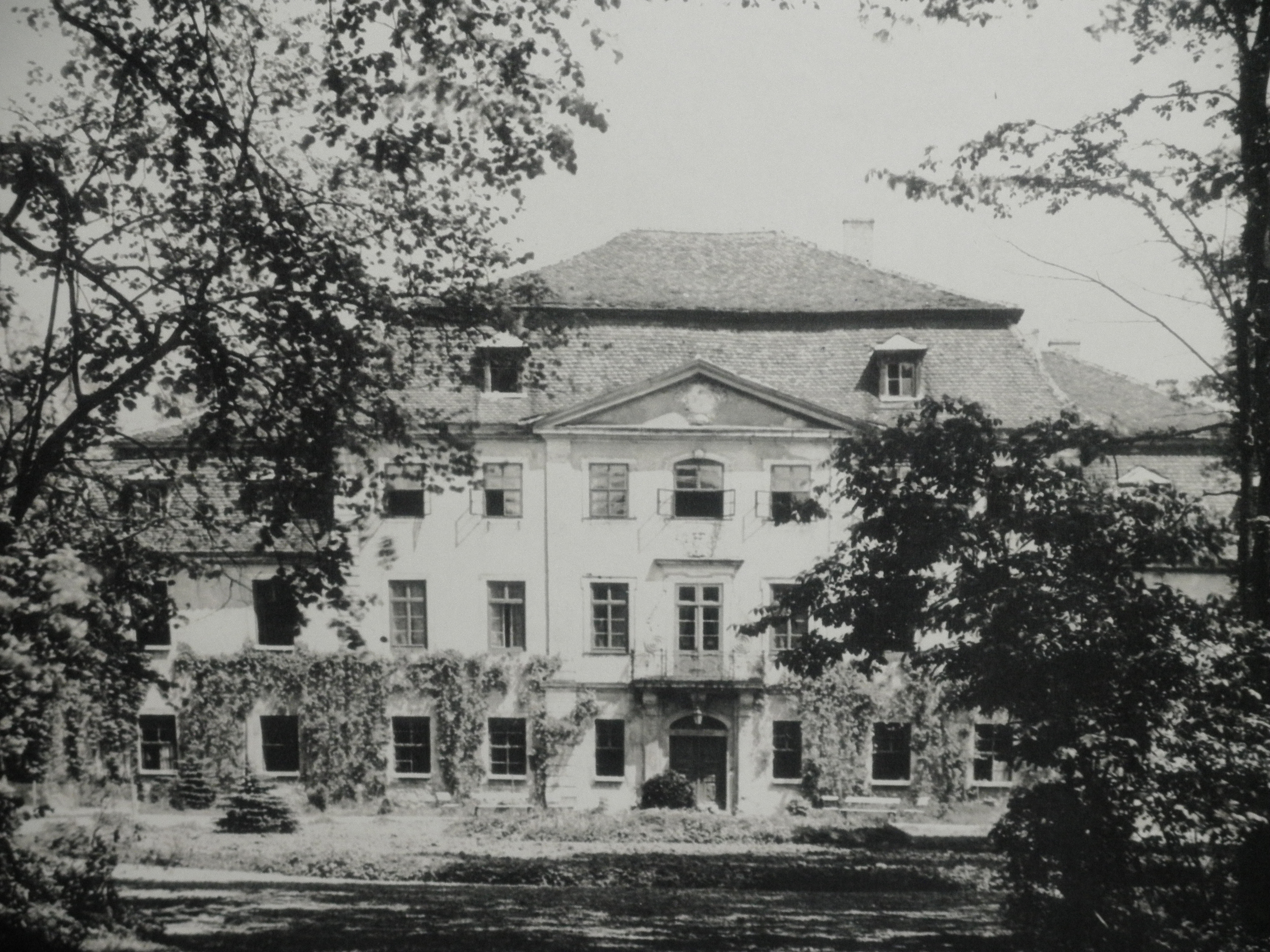
Schloss Stedten vor dem Abriss 1948

- 3. Juni 1595[4] Kaiserlicher Wappenbrief zu Esslingen für Alexander III. Keller (1538–1609),[5] Rats- und Gerichtsverwandter, Bürgermeister und Stadtammann in Esslingen, durch den Hofpfalzgrafen Samson Hertzog.[6]
- 14. September 1737 zu Wien Erhebung des herzoglich württembergischen Geheimen Rats Christoph Dietrich Keller in den rittermäßigen Reichsadelsstand mit Wappenmehrung durch Kaiser Karl VI.
- 30. September 1738 zu Wien Alter Reichsadelsstand für denselben und seinen Bruder, den herzoglich württembergischen Geheimen Hofrat Johann David Keller.
- 29. November 1789 zu Berlin Erhebung Christoph von Kellers in den preußischen Grafenstand.
- 14. November 1844 russische Grafenstandsbestätigung für dessen Sohn, Graf Theodor von Keller, auf Ruskulowo im Gouvernement Witebsk, kaiserlich russischen Obersten.
- 28. Juni 1905 Immatrikulation bei der Estländischen Ritterschaft für die Geschwister Graf Paul, Comtesse Elisabeth und Graf Alexander, Letzterer Gutsbesitzer von Wennefer in Estland.
- 31. Januar 1909 Eintragung in das Königlich Sächsische Adelsbuch unter Nr. 313 für den königlich sächsischen Sanitätsrat Dr. med. Alexander von Keller.

## Wappen

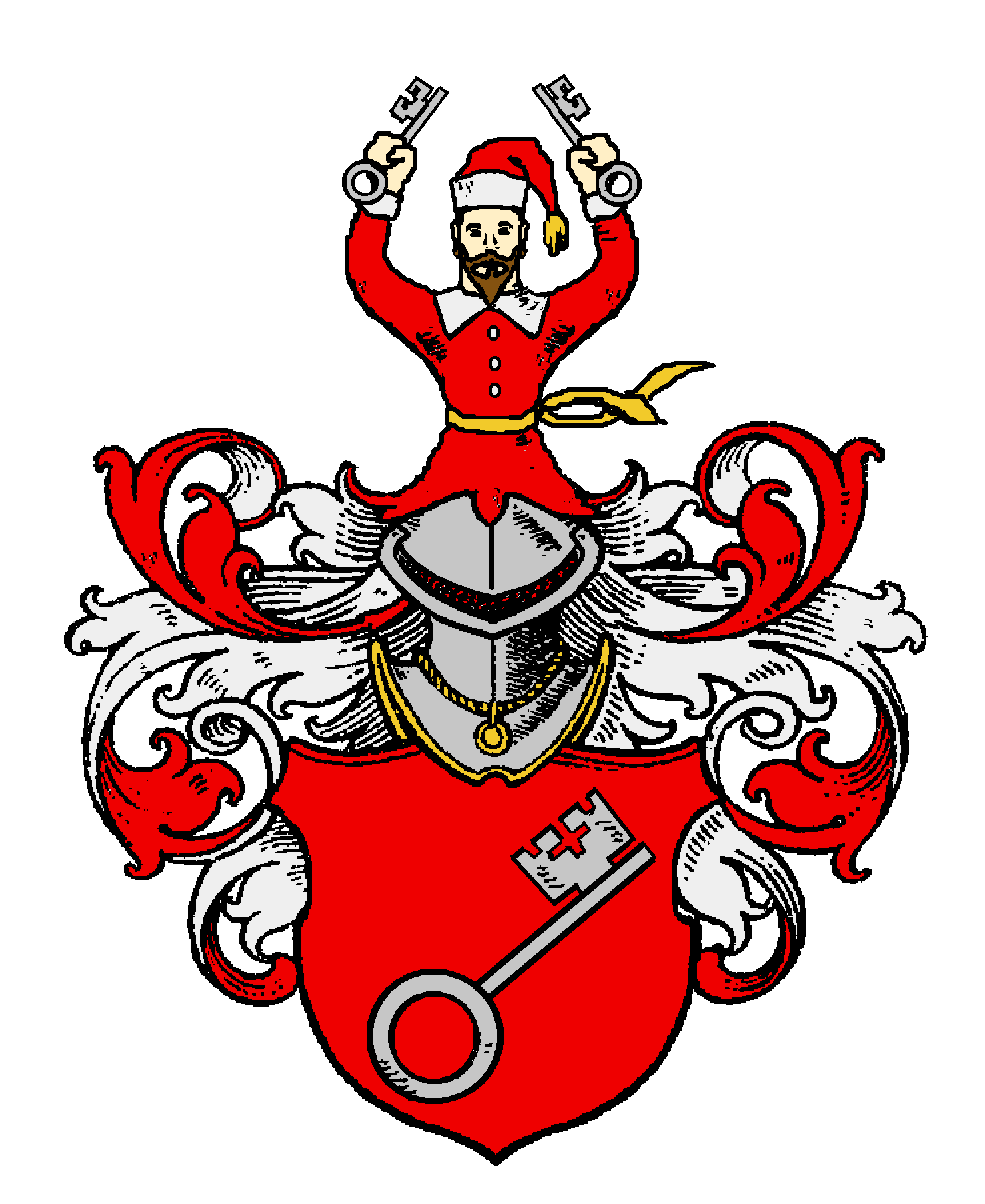
Stammwappen der in Eßlingen verbliebenen Ratsherrenlinie (1595)

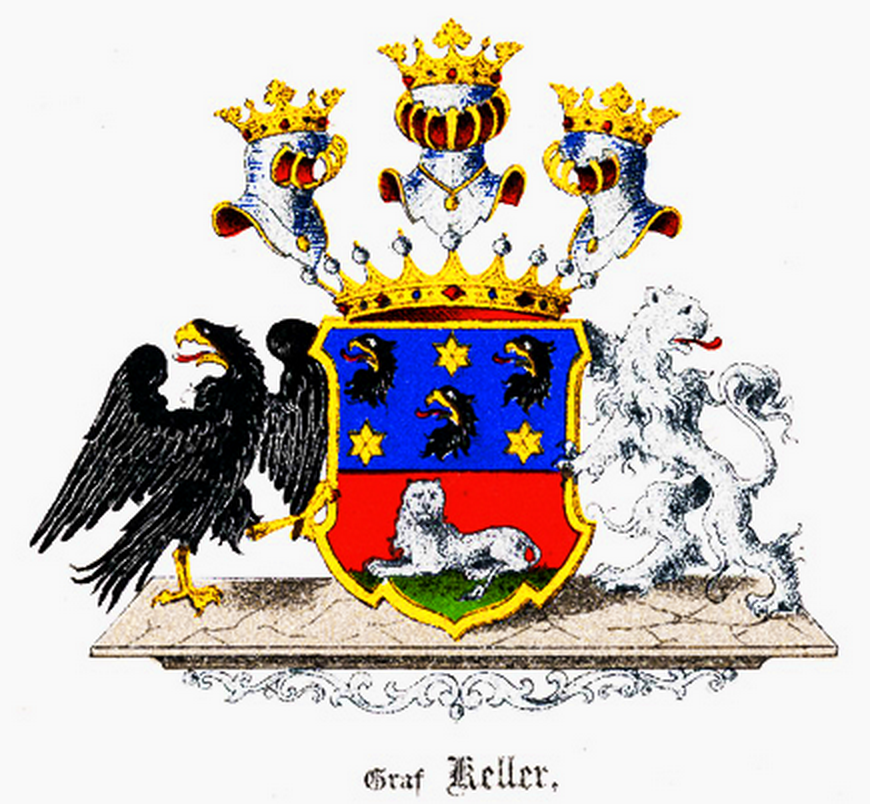
Wappen der Grafen Keller im Baltischen Wappenbuch

Das 1595 dem Esslinger Rats- und Gerichtsverwandten Alexander III. Keller verliehene Wappen zeigt im roten Schild einen schräglinks aufwärts gekehrten eisenfarbenen Schlüssel, den Bart über sich gekehrt. Auf dem Stechhelm mit rot-silbernen Decken ein wachsender rotgekleideter Mann, in jeder Hand einen Schlüssel emporhaltend, auf dem Kopf einen silbern-gestulpten roten Heidenhut mit goldener Quaste.
Das Stammwappen, wie es vor 1667 bereits Johann Heinrich Keller (1622–1693), herzoglich württembergischer Amtmann zu Gochsheim 1667, Vogt zu Laufen 1668 ff., in seinem Siegel führte, zeigt drei (2:1) Adlerköpfe. Auf dem gekrönten Stechhelm einer der Adlerköpfe wachsend. Von Johann Heinrich und seinem Bruder Matthäus sind Porträts erhalten, von Ersterem ein Ölgemälde; von Mathäus Keller ein Kupferstich von Jacob von Sandrart nach einem verschollenen Gemälde von Rudolf Werenfels. Der in Siebmachers Wappenbuch aufgeführte Matthäus Keller in Nürnberg, geb. 1620, dürfte wohl identisch mit Matthäus (gest. 1661) sein. Er führte im Wappen drei (2:1) Greifenköpfe (Adlerköpfe mit Ohren), auf dem Helm einen Greifenkopf wachsend. Übrigens ist auf erwähnten Kupferstich das Wappen mit Adlerköpfen (also ohne Ohren) gezeichnet. Er war der Stiefvater des Apothekers und Philosophen Johann Leonhard Stöberlein (1636–1696), der nach Matthäus Kellers Tod in Nürnberg dessen Apotheke zur goldenen Kanne unter den Hutern weiterführte.
Johann Heinrichs Sohn, der Obristlieutenant und Kommandant auf Hohentübingen Friedrich Heinrich Keller (1653–1738), hatte, zuletzt als Obervogt und Oberamtmann zu Merklingen, das Stammwappen in seinem Siegel gemehrt geführt, und zwar, indem die freien Zwischenräume zwischen den Adlerköpfen mit drei (1:2) Sternen ausgefüllt waren. Zudem war sein Wappen mit einer Grafenkrone mit neun sichtbaren Perlen gekrönt; wozu erst sein Enkel Christoph von Keller (1757–1827) nach seiner Erhebung in den preußischen Grafenstand im Jahre 1789 adelsrechtlich befugt wurde.
Das adlige Wappen (seit den Enkeln Johann Heinrichs (1622–1693)) zeigt dann, seit 1737 (bereits nochmals gemehrt), einen blau über rot geteilten Schild, darin oben drei (2:1) schwarze, golden bewehrte Adlerköpfe, begleitet von drei (1:2) goldenen Sternen, und unten einen ruhenden, hersehenden silbernen Löwen auf grünem Rasen. Schildhalter des Grafenwappens (seit 1789) sind ein schwarzer Adler und ein silberner Löwe.